# Juan Delgado (Fußballspieler, Mexiko)
Juan Delgado, auch bekannt unter dem Spitznamen Gallo, war ein mexikanischer Fußballspieler, der vorwiegend im Mittelfeld agierte.  

## Leben
Delgado spielte in der zweiten Hälfte der 1940er-Jahre für den Club Marte.
Die Spielzeiten 1950/51 und 1951/52 verbrachte er bei Deportivo Guadalajara.
Anschließend kehrte er zum Club Marte zurück, der 1953 von Mexiko-Stadt nach Cuernavaca umzog, und gewann mit den Marcianos den Meistertitel der Saison 1953/54.
In der Saison 1955/56 stand Delgado beim Club Deportivo Cuautla unter Vertrag.

## Erfolge
- Mexikanischer Meister: 1953/54